# マドゥ・バイ・キナル
マドゥ・バイ・キナル（英語: Madhu Bai Kinnar、1980年 - ）は、インドのトランスジェンダーの政治家。2015年1月4日、トランスジェンダーの候補として初めてインド中部チャッティースガル州ラーイガル市長に当選した。

## 経歴
身分制度カースト制の最下層で、かつては不可触民と呼ばれた「ダリット」出身。列車内で歌や踊りを披露することで生計を立てていたが、市長選への出馬を要請されたことを機にやめたという。この選挙において対立候補のインド人民党候補を約４５００票差で下した。報道陣に対し「この勝利は私への愛と祝福だと考えます」と語った。